# Sante Orsola e Caterina

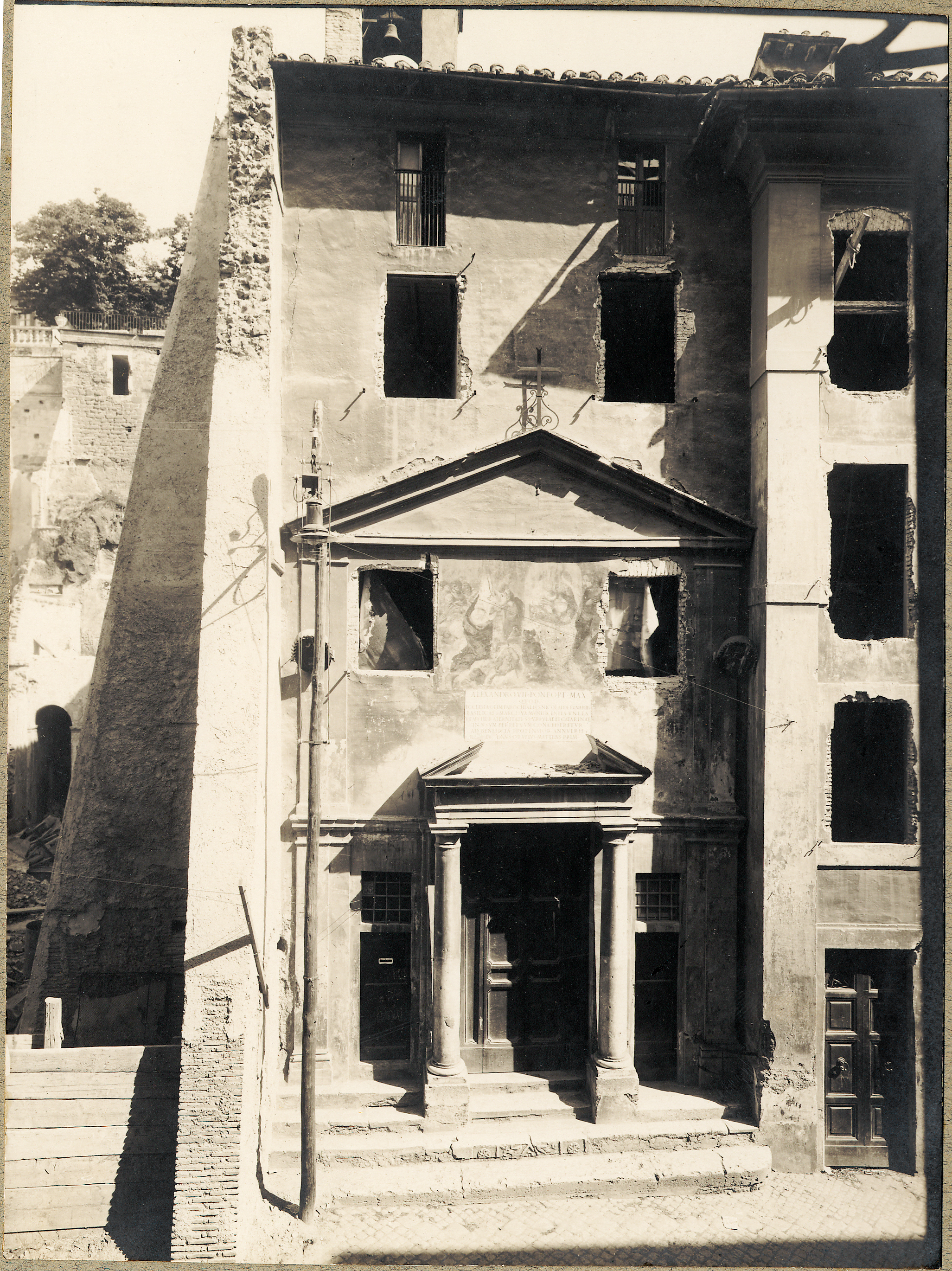
Foto da igreja antes da demolição.

Sante Orsola e Caterina, conhecida também como San Nicola dei Funari ou San Nicola in Vincis, era uma igreja de Roma que ficava localizada na Via di Tor de' Specchi, a moderna Via del Teatro di Marcello, no rione Campitelli, perto da encosta oeste do monte Capitolino. Era dedicada inicialmente a São Nicolau

## História
Uma inscrição de 1180, atualmente no pátio do Palazzo Venezia, menciona a consagração do altar desta igreja. Ela é mencionada no Catalogo di Cencio Camerario, uma lista compilada por Cencio Savelli (1192), com o nome de Sco. Nicolao Funariorum. Dedicada a São Nicolau, o epíteto "dei Funari" é uma referência aos fabricantes de cordas que viviam na região. Numa lista de igreja compilada em 1492, é chamada de S. Nicolai in sinistra scalae Arae Caeli. 
Em 1599, a Confraternita delle Sante Orsola e Caterina foi fundada na igreja de Santa Maria della Pietà, na Piazza Colonna. Depois de deixar esta igreja para se estabelecerem num oratório na Piazza del Popolo, os membros da confraternidade receberam do papa Alexandre VII, em 1662, a igreja de San Nicola, cuja dedicação foi alterada para homenagear Santa Úrsula e Santa Catarina, um evento lembrando numa inscrição acima do portal de entrada:
| “ | ALEXANDRO VII PONT [IFEX]. OPT [Imus]. MAX [Imus]. QUOD ECCLESIA OLIM PAROCHIALIS S [ANCTI]. NICOLAI DE FUNARIIS BASILICAE S [ANCTI]. MARCI SUA MUNIFICENTIA UNITA UT ARCHIFRATERNIATI S [ANCTE]. URSULAE ET CATHARINAE IN USUM PERPETUUM CONCEDERETUR AD BENEFICIA PROPENSIOR ANNUERIT ILL [USTRISSI] MUS REV [ERENDISSI] MUS D [OMI] NUS ORATIUS MATTEIUS PRIMICERIUS | ” |

Em 1674, o papa Clemente X elevou a confraternidade ao status de arquiconfraternidade e concedeu indulgências e privilégios à igreja deles. Pouco mais de um século depois, em 1783, a arquiconfraternidade foi abolida e a igreja foi entregue à Compagnia dei Preti Secolari Sussudio Ecclesiastico. A igreja passou por uma restauração comandada por Carlo de Dominicis.
Na década de 1920, o governo fascista patrocinou uma grande obra para liberar o monte Capitolino de suas construções medievais e praticamente todas as construções entre Santa Maria in Aracoeli e o Teatro de Marcelo, sagradas e seculares, foram demolidas. A igreja de Santi Orsola e Caterina especificamente foi demolida em 1929.

## Descrição

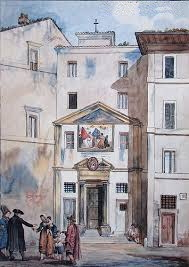
Aquarela de Achille Pinelli (1834).

A fachada da igreja estava incorporada por um edifício residencial. O piso inferior tinha três portas de entrada, com as duas laterais coroadas por janelas gradeadas. Ele era dominado pelo portal principal com suas colunas dóricas em bases altas. Sobre o portal, que era coroado por um frontão quebrado, estava a inscrição de Alexandre VII e, acima dela, um afresco representando Santa Úrsula reverenciando a Virgem com o Menino. Esta imagem substituiu um afresco de Giovanni dei Vecchis da Virgem e o Menino com São Nicolau do final do século XVII.
No interior, o altar-mor abrigava um ícone de São Nicolau e os laterais eram dedicados a Santa Úrsula e Santa Catarina. O presbitério era coberto por uma cúpula elíptica decorada por caixotões com rosas. No século XVIII, um extensivo trabalho em estuque foi realizado no interior da igreja. A nave era coberta por uma abóbada assentada sobre pilastras jônicas.